# Muscisaxicola griseus
Gaúcha-de-taczanowski ou gaúcha-murina (Muscisaxicola griseus) é uma espécie de ave da família Tyrannidae.
Pode ser encontrada nos seguintes países: Bolívia e Peru.
Os seus habitats naturais são: campos rupestres subtropicais ou tropicais.